# Szukba
Szukba (arab. ‏شقبة‎, Xuqba) – wieś w Palestynie, w muhafazie Ramallah i Al-Bira. Według danych szacunkowych Palestyńskiego Centralnego Biura Statystycznego w 2016 roku miejscowość liczyła 5755 mieszkańców.